# 年刊日本SF傑作選
『年刊日本SF傑作選』（ねんかんにほんエスエフけっさくせん）は、東京創元社が刊行していた年度別SFアンソロジー。編者は大森望と日下三蔵。2007年の作品を集めた『虚構機関』（2008年12月刊）より、創元SF文庫で毎年刊行されていた。
姉妹編として、大森望単独編集の《ゼロ年代日本SFベスト集成》（『〈S〉ぼくの、マシン』『〈F〉逃げゆく物語の話』）が同じく創元SF文庫より刊行された。
毎年十数作に及ぶ日本語SF短編・中編を収録する。日本SFの年刊傑作選の刊行は、『日本SFベスト集成』（筒井康隆編、徳間書店 1960年代版・1971年版～1975年版）以来である。
2019/8/29刊行の12巻目の『おうむの夢と操り人形』で創元SF文庫でのシリーズは終了。2020年、『年刊日本SF傑作選』全12巻が第40回日本SF大賞特別賞を受賞。
2019年度の作品を集めた『ベストSF2020』が大森望単独編集で竹書房文庫から2020/7/30に刊行、2020年度の作品を集めた『ベストSF2021』が同じく竹書房文庫から2021年11月に刊行された。2021年度の作品を集めた『ベストSF2022』が竹書房文庫から、2022年8月に刊行された。

## 編者
編者はそれぞれ別のアンソロジーの編者も務めており、大森望は『NOVA 書き下ろし日本SFコレクション』（河出文庫 2009年～）を、日下三蔵は『日本SF全集』（出版芸術社 2009年～）を編集している。1957年～2006年の作品を対象とした『日本SF全集』は、2007年作品から始まった『年刊日本SF傑作選』の前史的な位置づけが与えられている。
大森は第1集『虚構機関』の序文で、日下・大森をそれぞれ、『ワールズ・ベストSF』のウォルハイムとカー（理由は示されていない）、および、『日本SFベスト集成』の筒井康隆（SF作家の作品から選ぶ）と『年刊SF傑作選』のジュディス・メリル（周辺作品から選ぶ）になぞらえている。
3『量子回廊』以降に収録されている創元SF短編賞受賞作の選考にあたっては、毎回ゲスト選考委員が参加している。

## 対象作
収録の対象となるのは、奥付に準拠し毎年1月～12月（月刊誌では1月号～12月号）に発表された日本語作品。期間内の発表なら同人誌・ウェブ公開など商業出版以外も対象となる。
原則として発表済みの作品が対象だが、例外的に、1『虚構機関』には円城塔の未発表作（群像新人文学賞2次選考通過作品）、2『超弦領域』には同じ円城の書き下ろしが収録されている。2『超弦領域』刊行時には、大森・日下が選考委員を務める創元SF短編賞の募集が開始され、3『量子回廊』以降には各回の受賞作と選評が巻末に掲載されている。
大部分は小説だが、各巻1～2作の漫画が収録されている。また短歌、エッセイなど小説以外の文学作品もある。
『SFマガジン』誌（早川書房）、『SF Japan』誌（徳間書店）、アンソロジーシリーズ『異形コレクション』（光文社、井上雅彦編）から重点的に収録されている。『NOVA1 書き下ろし日本SFコレクション』（河出書房新社、大森望編）、『神林長平トリビュート』（早川書房）からの収録は見合わされた。

## 刊行
- 『虚構機関 年刊日本SF傑作選』2008年12月26日発行、ISBN 978-4-488-73401-5、2007年作品集
- 『超弦領域 年刊日本SF傑作選』2009年06月30日発行、ISBN 978-4-488-73402-2、2008年作品集
- 『量子回廊 年刊日本SF傑作選』2010年07月30日発行、ISBN 978-4-488-73403-9、2009年作品集
- 『結晶銀河 年刊日本SF傑作選』2011年07月29日発行、ISBN 978-4-488-73404-6、2010年作品集
- 『拡張幻想 年刊日本SF傑作選』2012年06月29日発行、ISBN 978-4-488-73405-3、2011年作品集
- 『極光星群 年刊日本SF傑作選』2013年06月28日発行、ISBN 978-4-488-73406-0、2012年作品集
- 『さよならの儀式 年刊日本SF傑作選』2014年06月27日発行、ISBN 978-4-488-73407-7、2013年作品集
- 『折り紙衛星の伝説 年刊日本SF傑作選』2015年06月29日発行、ISBN 978-4-488-73408-4、2014年作品集
- 『アステロイド・ツリーの彼方へ』2016年06月30日発行、ISBN 978-4-488-73409-1、2015年作品集
- 『行き先は特異点』2017年06月30日発行、ISBN 978-4-488-73410-7、2016年作品集
- 『プロジェクト：シャーロック』2018年06月29日発行、ISBN 978-4-488-73411-4、2017年作品集
- 『おうむの夢と操り人形』2019年08月29日発行、2018年作品集

各巻のタイトルに意味はなく、SFらしい響きの四字熟語を名付ける方式をとっていたが、7『さよならの儀式』からは収録作のタイトルからとっている。『虚構機関』は山田正紀『エイダ』に登場する装置の名で、収録作「The Indifference Engine」（「公平化機関」の意味）にもかけている。『超弦領域』は山田正紀『超弦世界のマリア』（連載中断・未単行本化作）と半村良『不可触領域』の合成である。
1『虚構機関』は年刊傑作選としては遅めの翌年12月刊行だったが、これは企画が立ち上がったのが遅かったため。次巻からは、翌年6-7月という標準的な時期に出ている。
各巻には両編者による序文と後記（1『虚構機関』では大森が序文・日下が後記、以下、各巻交代）および、大森望による年度概況が収録されている。また、短編推薦作リストも掲載されている。
各収録作には、冒頭に編者による作品解説・著者紹介、末尾に「著者のことば」（一部ないものあり）が収録されている。
『SFが読みたい! 2010年版』（対象：2008年11月〜2009年10月発行書籍）では、『虚構機関』が8位、『超弦領域』が7位となった（『虚構機関』の刊行が遅かったために同年の年間ランキングにランクインした）。

## 収録作リスト
| 作者           | タイトル                                                             | 備考                                               | 収録                         | 発表年 |
| -------------- | -------------------------------------------------------------------- | -------------------------------------------------- | ---------------------------- | ------ |
| 小川一水       | グラスハートが割れないように                                         |                                                    | 虚構機関                     | 2007年 |
| 山本弘         | 七パーセントのテンムー                                               |                                                    | 虚構機関                     | 2007年 |
| 田中哲弥       | 羊山羊                                                               |                                                    | 虚構機関                     | 2007年 |
| 北國浩二       | 靄の中                                                               |                                                    | 虚構機関                     | 2007年 |
| 円城塔         | パリンプセストあるいは重ね書きされた八つの物語                       |                                                    | 虚構機関                     | 2007年 |
| 中原昌也       | 声に出して読みたい名前                                               |                                                    | 虚構機関                     | 2007年 |
| 岸本佐知子     | ダース考 着ぐるみフォビア                                            |                                                    | 虚構機関                     | 2007年 |
| 恩田陸         | 忠告                                                                 |                                                    | 虚構機関                     | 2007年 |
| 堀晃           | 開封                                                                 |                                                    | 虚構機関                     | 2007年 |
| かんべむさし   | それは確かです                                                       |                                                    | 虚構機関                     | 2007年 |
| 萩尾望都       | バースディ・ケーキ                                                   |                                                    | 虚構機関                     | 2007年 |
| 福永信         | いくさ 公転 星座から見た地球                                         |                                                    | 虚構機関                     | 2007年 |
| 八杉将司       | うつろなテレポーター                                                 |                                                    | 虚構機関                     | 2007年 |
| 平谷美樹       | 自己相似荘                                                           |                                                    | 虚構機関                     | 2007年 |
| 林譲治         | 大使の孤独                                                           |                                                    | 虚構機関                     | 2007年 |
| 伊藤計劃       | The Indifference Engine                                              |                                                    | 虚構機関                     | 2007年 |
| 法月綸太郎     | ノックス・マシン                                                     |                                                    | 超弦領域                     | 2008年 |
| 林巧           | エイミーの敗北                                                       |                                                    | 超弦領域                     | 2008年 |
| 樺山三英       | ONE PIECES                                                           |                                                    | 超弦領域                     | 2008年 |
| 小林泰三       | 時空争奪                                                             |                                                    | 超弦領域                     | 2008年 |
| 津原泰水       | 土の枕                                                               |                                                    | 超弦領域                     | 2008年 |
| 藤野可織       | 胡蝶蘭                                                               |                                                    | 超弦領域                     | 2008年 |
| 岸本佐知子     | 分数アパート                                                         | 「あかずの日記」より                               | 超弦領域                     | 2008年 |
| 石川美南       | 眠り課                                                               |                                                    | 超弦領域                     | 2008年 |
| 最相葉月       | 幻の絵の先生                                                         |                                                    | 超弦領域                     | 2008年 |
| Boichi         | 全てはマグロのためだった                                             |                                                    | 超弦領域                     | 2008年 |
| 倉田英之       | アキバ忍法帖                                                         | イラスト・内藤泰弘                                 | 超弦領域                     | 2008年 |
| 堀晃           | 笑う闇                                                               |                                                    | 超弦領域                     | 2008年 |
| 小川一水       | 青い星まで飛んでいけ                                                 |                                                    | 超弦領域                     | 2008年 |
| 円城塔         | ムーンシャイン                                                       |                                                    | 超弦領域                     | 2008年 |
| 伊藤計劃       | From the Nothing, With Love.                                         |                                                    | 超弦領域                     | 2008年 |
| 上田早夕里     | 夢見る葦笛                                                           |                                                    | 量子回廊                     | 2009年 |
| 高野史緒       | ひな菊                                                               |                                                    | 量子回廊                     | 2009年 |
| 森奈津子       | ナルキッソスたち                                                     |                                                    | 量子回廊                     | 2009年 |
| 皆川博子       | 夕陽が沈む                                                           |                                                    | 量子回廊                     | 2009年 |
| 小池昌代       | 箱                                                                   |                                                    | 量子回廊                     | 2009年 |
| 最果タヒ       | スパークした                                                         |                                                    | 量子回廊                     | 2009年 |
| 市川春子       | 日下兄妹                                                             |                                                    | 量子回廊                     | 2009年 |
| 田中哲弥       | 夜なのに                                                             |                                                    | 量子回廊                     | 2009年 |
| 北野勇作       | はじめての駅で 観覧車                                                |                                                    | 量子回廊                     | 2009年 |
| 綾辻行人       | 心の闇                                                               |                                                    | 量子回廊                     | 2009年 |
| 三崎亜記       | 確認済飛行物体                                                       |                                                    | 量子回廊                     | 2009年 |
| 倉田タカシ     | 紙片50                                                               |                                                    | 量子回廊                     | 2009年 |
| 木下古栗       | ラビアコントロール                                                   |                                                    | 量子回廊                     | 2009年 |
| 八木ナガハル   | 無限登山                                                             |                                                    | 量子回廊                     | 2009年 |
| 新城カズマ     | 雨ふりマージ                                                         |                                                    | 量子回廊                     | 2009年 |
| 瀬名秀明       | For a breath I tarry                                                 |                                                    | 量子回廊                     | 2009年 |
| 円城塔         | バナナ剥きには最適の日々                                             |                                                    | 量子回廊                     | 2009年 |
| 谷甲州         | 星魂転生                                                             |                                                    | 量子回廊                     | 2009年 |
| 松崎有理       | あがり                                                               | 第1回創元SF短編賞受賞作                            | 量子回廊                     | 2009年 |
| 冲方丁         | メトセラとプラスチックと太陽の臓器                                   |                                                    | 結晶銀河                     | 2010年 |
| 小川一水       | アリスマ王の愛した魔物                                               |                                                    | 結晶銀河                     | 2010年 |
| 上田早夕里     | 完全なる脳髄                                                         |                                                    | 結晶銀河                     | 2010年 |
| 津原泰水       | 五色の舟                                                             |                                                    | 結晶銀河                     | 2010年 |
| 白井弓子       | 成人式                                                               |                                                    | 結晶銀河                     | 2010年 |
| 月村了衛       | 機龍警察 火宅                                                        |                                                    | 結晶銀河                     | 2010年 |
| 瀬名秀明       | 光の栞                                                               |                                                    | 結晶銀河                     | 2010年 |
| 円城塔         | エデン逆行                                                           |                                                    | 結晶銀河                     | 2010年 |
| 伴名練         | ゼロ年代の臨界点                                                     |                                                    | 結晶銀河                     | 2010年 |
| 谷甲州         | メデューサ複合体                                                     |                                                    | 結晶銀河                     | 2010年 |
| 山本弘         | アリスへの決別                                                       |                                                    | 結晶銀河                     | 2010年 |
| 長谷敏司       | allo, toi, toi                                                       |                                                    | 結晶銀河                     | 2010年 |
| 眉村卓         | じきに、こけるよ                                                     |                                                    | 結晶銀河                     | 2010年 |
| 酉島伝法       | 皆勤の徒                                                             | 第2回創元SF短編賞受賞作                            | 結晶銀河                     | 2010年 |
| 小川一水       | 宇宙でいちばん丈夫な糸 ――The Ladies who have amazing skills at 2030. |                                                    | 拡張幻想                     | 2011年 |
| 庄司卓         | 5400万キロメートル彼方のツグミ                                       |                                                    | 拡張幻想                     | 2011年 |
| 恩田陸         | 交信                                                                 |                                                    | 拡張幻想                     | 2011年 |
| 堀晃           | 巨星                                                                 |                                                    | 拡張幻想                     | 2011年 |
| 瀬名秀明       | 新生                                                                 |                                                    | 拡張幻想                     | 2011年 |
| とり・みき     | Mighty TOPIO                                                         |                                                    | 拡張幻想                     | 2011年 |
| 川上弘美       | 神様 2011                                                            |                                                    | 拡張幻想                     | 2011年 |
| 神林長平       | いま集合的無意識を、                                                 |                                                    | 拡張幻想                     | 2011年 |
| 伴名練         | 美亜羽へ贈る拳銃                                                     |                                                    | 拡張幻想                     | 2011年 |
| 石持浅海       | 黒い方程式                                                           |                                                    | 拡張幻想                     | 2011年 |
| 宮内悠介       | 超動く家にて                                                         |                                                    | 拡張幻想                     | 2011年 |
| 黒葉雅人       | イン・ザ・ジェリーボール                                             |                                                    | 拡張幻想                     | 2011年 |
| 木々津克久     | フランケン・ふらん ―OCTOPUS―                                         |                                                    | 拡張幻想                     | 2011年 |
| 三雲岳斗       | 結婚前夜                                                             |                                                    | 拡張幻想                     | 2011年 |
| 大西科学       | ふるさとは時遠く                                                     |                                                    | 拡張幻想                     | 2011年 |
| 新井素子       | 絵里                                                                 |                                                    | 拡張幻想                     | 2011年 |
| 円城塔         | 良い夜を持っている                                                   |                                                    | 拡張幻想                     | 2011年 |
| 理山貞二       | 〈すべての夢｜果てる地で〉                                           | 第3回創元SF短編賞受賞作                            | 拡張幻想                     | 2011年 |
| 宮内悠介       | 星間野球                                                             |                                                    | 極光星群                     | 2012年 |
| 上田早夕里     | 氷波                                                                 |                                                    | 極光星群                     | 2012年 |
| 乾緑郎         | 機巧のイヴ                                                           |                                                    | 極光星群                     | 2012年 |
| 山口雅也       | 群れ                                                                 |                                                    | 極光星群                     | 2012年 |
| 高野史緒       | 百万本の薔薇                                                         |                                                    | 極光星群                     | 2012年 |
| 會川昇         | 無情のうた                                                           | 『UN-GO』第2話「明治開化 安吾捕物帖 ああ無情」より | 極光星群                     | 2012年 |
| 平方イコルスン | とっておきの脇差                                                     |                                                    | 極光星群                     | 2012年 |
| 西崎憲         | 奴隷                                                                 |                                                    | 極光星群                     | 2012年 |
| 円城塔         | 内在天文学                                                           |                                                    | 極光星群                     | 2012年 |
| 瀬尾つかさ     | ウェイプスウィード                                                   |                                                    | 極光星群                     | 2012年 |
| 瀬名秀明       | Wonderful World                                                      |                                                    | 極光星群                     | 2012年 |
| 宮西建礼       | 銀河風帆走                                                           | 第4回創元SF短編賞受賞作                            | 極光星群                     | 2012年 |
| 宮部みゆき     | さよならの儀式                                                       |                                                    | さよならの儀式               | 2013年 |
| 藤井太洋       | コラボレーション                                                     |                                                    | さよならの儀式               | 2013年 |
| 草上仁         | ウンディ                                                             |                                                    | さよならの儀式               | 2013年 |
| オキシタケヒコ | エコーの中でもう一度                                                 |                                                    | さよならの儀式               | 2013年 |
| 藤野可織       | 今日の心霊                                                           |                                                    | さよならの儀式               | 2013年 |
| 小田雅久仁     | 食書                                                                 |                                                    | さよならの儀式               | 2013年 |
| 筒井康隆       | 科学探偵帆村                                                         |                                                    | さよならの儀式               | 2013年 |
| 式貴士         | 死人妻（デッド・ワイフ）                                             |                                                    | さよならの儀式               | 2013年 |
| 荒巻義雄       | 平賀源内無頼控                                                       |                                                    | さよならの儀式               | 2013年 |
| 石川博品       | 地下迷宮の帰宅部                                                     |                                                    | さよならの儀式               | 2013年 |
| 田中雄一       | 箱庭の巨獣                                                           |                                                    | さよならの儀式               | 2013年 |
| 酉島伝法       | 電話中につき、ベス                                                   |                                                    | さよならの儀式               | 2013年 |
| 宮内悠介       | ムイシュキンの脳髄                                                   |                                                    | さよならの儀式               | 2013年 |
| 円城塔         | イグノラムス・イグノラビムス                                         |                                                    | さよならの儀式               | 2013年 |
| 冲方丁         | 神星伝                                                               |                                                    | さよならの儀式               | 2013年 |
| 門田充宏       | 風牙                                                                 | 第5回創元SF短編賞受賞作                            | さよならの儀式               | 2013年 |
| 長谷敏司       | 10万人のテリー                                                       |                                                    | 折り紙衛星の伝説             | 2014年 |
| 下永聖高       | 猿が出る                                                             |                                                    | 折り紙衛星の伝説             | 2014年 |
| 星野之宣       | 雷鳴                                                                 |                                                    | 折り紙衛星の伝説             | 2014年 |
| 理山貞二       | 折り紙衛星の伝説                                                     |                                                    | 折り紙衛星の伝説             | 2014年 |
| 草上仁         | スピアボーイ                                                         |                                                    | 折り紙衛星の伝説             | 2014年 |
| 円城塔         | ∅                                                                    |                                                    | 折り紙衛星の伝説             | 2014年 |
| 堀晃           | 再生                                                                 |                                                    | 折り紙衛星の伝説             | 2014年 |
| 田丸雅智       | ホーム列車                                                           |                                                    | 折り紙衛星の伝説             | 2014年 |
| 宮内悠介       | 薄ければ薄いほど                                                     |                                                    | 折り紙衛星の伝説             | 2014年 |
| 矢部嵩         | 教室                                                                 |                                                    | 折り紙衛星の伝説             | 2014年 |
| 伴名練         | 一蓮托掌（Ｒ・×・ラ×ァ×ィ）                                          |                                                    | 折り紙衛星の伝説             | 2014年 |
| 三崎亜記       | 緊急自爆装置                                                         |                                                    | 折り紙衛星の伝説             | 2014年 |
| 諸星大二郎     | 加奈の失踪                                                           |                                                    | 折り紙衛星の伝説             | 2014年 |
| 遠藤慎一       | 『恐怖の谷』から『恍惚の峰』へ～その政策的応用                       |                                                    | 折り紙衛星の伝説             | 2014年 |
| 高島雄哉       | わたしを数える                                                       |                                                    | 折り紙衛星の伝説             | 2014年 |
| オキシタケヒコ | イージー・エスケープ                                                 |                                                    | 折り紙衛星の伝説             | 2014年 |
| 酉島伝法       | 環刑錮                                                               |                                                    | 折り紙衛星の伝説             | 2014年 |
| 宮澤伊織       | 神々の歩法                                                           | 第6回創元SF短編賞受賞作                            | 折り紙衛星の伝説             | 2014年 |
| 藤井太洋       | ヴァンテアン                                                         |                                                    | アステロイド・ツリーの彼方へ | 2015年 |
| 高野史緒       | 小ねずみと童貞と復活した女                                           |                                                    | アステロイド・ツリーの彼方へ | 2015年 |
| 上遠野浩平     | 製造人間は頭が固い                                                   |                                                    | アステロイド・ツリーの彼方へ | 2015年 |
| 宮内悠介       | 法則                                                                 |                                                    | アステロイド・ツリーの彼方へ | 2015年 |
| 坂永雄一       | 無人の船で発見された手記                                             |                                                    | アステロイド・ツリーの彼方へ | 2015年 |
| 森見登美彦     | 聖なる自動販売機の冒険                                               |                                                    | アステロイド・ツリーの彼方へ | 2015年 |
| 速水螺旋人     | ラクーンドッグ・フリート                                             |                                                    | アステロイド・ツリーの彼方へ | 2015年 |
| 飛浩隆         | La poésie sauvage                                                    |                                                    | アステロイド・ツリーの彼方へ | 2015年 |
| 高井信         | 神々のビリヤード                                                     |                                                    | アステロイド・ツリーの彼方へ | 2015年 |
| 円城塔         | 〈ゲンジ物語〉の作者、〈マツダイラ・サダノブ〉                       |                                                    | アステロイド・ツリーの彼方へ | 2015年 |
| 野﨑まど       | インタビュウ                                                         |                                                    | アステロイド・ツリーの彼方へ | 2015年 |
| 伴名練         | なめらかな世界と、その敵                                             |                                                    | アステロイド・ツリーの彼方へ | 2015年 |
| ユエミチタカ   | となりのヴィーナス                                                   |                                                    | アステロイド・ツリーの彼方へ | 2015年 |
| 林譲治         | ある欠陥物件に関する関係者への聞き取り調査                           |                                                    | アステロイド・ツリーの彼方へ | 2015年 |
| 酉島伝法       | 橡（つるばみ）                                                       |                                                    | アステロイド・ツリーの彼方へ | 2015年 |
| 梶尾真治       | たゆたいライトニング                                                 |                                                    | アステロイド・ツリーの彼方へ | 2015年 |
| 北野勇作       | ほぼ百字小説                                                         |                                                    | アステロイド・ツリーの彼方へ | 2015年 |
| 菅浩江         | 言葉は要らない                                                       |                                                    | アステロイド・ツリーの彼方へ | 2015年 |
| 上田早夕里     | アステロイド・ツリーの彼方へ                                         |                                                    | アステロイド・ツリーの彼方へ | 2015年 |
| 石川宗生       | 吉田同名                                                             | 第7回創元SF短編賞受賞作                            | アステロイド・ツリーの彼方へ | 2015年 |
| 藤井太洋       | 行き先は特異点                                                       |                                                    | 行き先は特異点               | 2016年 |
| 円城塔         | バベル・タワー                                                       |                                                    | 行き先は特異点               | 2016年 |
| 弐瓶勉         | 人形の国                                                             |                                                    | 行き先は特異点               | 2016年 |
| 宮内悠介       | スモーク・オン・ザ・ウォーター                                       |                                                    | 行き先は特異点               | 2016年 |
| 眉村卓         | 幻影の攻勢                                                           |                                                    | 行き先は特異点               | 2016年 |
| 石黒正数       | 性なる侵入                                                           |                                                    | 行き先は特異点               | 2016年 |
| 高山羽根子     | 太陽の側の島                                                         |                                                    | 行き先は特異点               | 2016年 |
| 小林泰三       | 玩具                                                                 |                                                    | 行き先は特異点               | 2016年 |
| 山本弘         | 悪夢はまだ終わらない                                                 |                                                    | 行き先は特異点               | 2016年 |
| 山田胡瓜       | 海の住人                                                             |                                                    | 行き先は特異点               | 2016年 |
| 飛浩隆         | 洋服                                                                 |                                                    | 行き先は特異点               | 2016年 |
| 秋永真琴       | 古本屋の少女                                                         |                                                    | 行き先は特異点               | 2016年 |
| 倉田タカシ     | 二本の足で                                                           |                                                    | 行き先は特異点               | 2016年 |
| 諏訪哲史       | 点点点丸転転丸                                                       |                                                    | 行き先は特異点               | 2016年 |
| 北野勇作       | 鰻                                                                   |                                                    | 行き先は特異点               | 2016年 |
| 牧野修         | 電波の武者                                                           |                                                    | 行き先は特異点               | 2016年 |
| 谷甲州         | スティクニー備蓄基地                                                 |                                                    | 行き先は特異点               | 2016年 |
| 上田早夕里     | プテロス                                                             |                                                    | 行き先は特異点               | 2016年 |
| 酉島伝法       | ブロッコリー神殿                                                     |                                                    | 行き先は特異点               | 2016年 |
| 久永実木彦     | 七十四秒の旋律と孤独                                                 | 第8回創元SF短編賞受賞作                            | 行き先は特異点               | 2016年 |
| 我孫子武丸     | プロジェクト：シャーロック                                           |                                                    | プロジェクト：シャーロック   | 2017年 |
| 彩瀬まる       | 山の同窓会                                                           |                                                    | プロジェクト：シャーロック   | 2017年 |
| 新井素子       | 階段落ち人生                                                         |                                                    | プロジェクト：シャーロック   | 2017年 |
| 上田早夕里     | ルーシィ、月、星、太陽                                               |                                                    | プロジェクト：シャーロック   | 2017年 |
| 円城塔         | Shadow.net                                                           |                                                    | プロジェクト：シャーロック   | 2017年 |
| 小川哲         | 最後の不良                                                           |                                                    | プロジェクト：シャーロック   | 2017年 |
| 小田雅久仁     | 髪禍                                                                 |                                                    | プロジェクト：シャーロック   | 2017年 |
| 加藤元浩       | 鉱区Ａ－11                                                           |                                                    | プロジェクト：シャーロック   | 2017年 |
| 筒井康隆       | 漸然山脈                                                             |                                                    | プロジェクト：シャーロック   | 2017年 |
| 酉島伝法       | 彗星狩り                                                             |                                                    | プロジェクト：シャーロック   | 2017年 |
| 伴名練         | ホーリーアイアンメイデン                                             |                                                    | プロジェクト：シャーロック   | 2017年 |
| 松崎有理       | 惑星Ｘの憂鬱                                                         |                                                    | プロジェクト：シャーロック   | 2017年 |
| 眉村卓         | 逃亡老人                                                             |                                                    | プロジェクト：シャーロック   | 2017年 |
| 宮内悠介       | ディレイ・エフェクト                                                 |                                                    | プロジェクト：シャーロック   | 2017年 |
| 山尾悠子       | 親水性について                                                       |                                                    | プロジェクト：シャーロック   | 2017年 |
| 横田順彌       | 東京タワーの潜水夫                                                   |                                                    | プロジェクト：シャーロック   | 2017年 |
| 八島游舷       | 天駆せよ法勝寺                                                       | 第9回創元SF短編賞受賞作                            | プロジェクト：シャーロック   | 2017年 |